# Nahomi Kawasumi
Nahomi Kawasumi (en japonés: 川澄 奈穂美) (Yamato, Japón; 23 de septiembre de 1985) es una futbolista japonesa. Juega como delantera y su equipo actual es el Albirex Niigata Ladies de la Women Empowerment League de Japón.

## Clubes
| Club                          | País           | Año             |
| ----------------------------- | -------------- | --------------- |
| INAC Kobe Leonessa            | Japón          | 2008 - 2014     |
| Seattle Reign F.C. (préstamo) | Estados Unidos | 2014            |
| Seattle Reign F.C.            | Estados Unidos | 2016 - 2018     |
| INAC Kobe Leonessa (préstamo) | Japón          | 2016            |
| NJ/NY Gotham FC               | Estados Unidos | 2019 - 2023     |
| INAC Kobe Leonessa (préstamo) | Japón          | 2020            |
| Albirex Niigata Ladies        | Japón          | 2023 - presente |

## Palmarés

### Campeonatos nacionales
| Título                | Club               | País  | Año  |
| --------------------- | ------------------ | ----- | ---- |
| Copa de la Emperatriz | INAC Kobe Leonessa | Japón | 2010 |
| Nadeshiko League      | INAC Kobe Leonessa | Japón | 2011 |
| Copa de la Emperatriz | INAC Kobe Leonessa | Japón | 2011 |
| Nadeshiko League      | INAC Kobe Leonessa | Japón | 2012 |
| Copa de la Emperatriz | INAC Kobe Leonessa | Japón | 2012 |
| Nadeshiko League      | INAC Kobe Leonessa | Japón | 2013 |
| Copa de la Emperatriz | INAC Kobe Leonessa | Japón | 2013 |
| Copa de la Emperatriz | INAC Kobe Leonessa | Japón | 2015 |
| Copa de la Emperatriz | INAC Kobe Leonessa | Japón | 2016 |

### Campeonatos internacionales
| Título            | Equipo             | Sede      | Año  |
| ----------------- | ------------------ | --------- | ---- |
| Juegos Asiáticos  | Selección de Japón | Guangzhou | 2010 |
| Mundial de Fútbol | Selección de Japón | Alemania  | 2011 |
| Juegos Olímpicos  | Selección de Japón | Londres   | 2012 |
| Mundial de Clubes | INAC Kobe Leonessa | Japón     | 2013 |
| Copa de Asia      | Selección de Japón | Vietnam   | 2014 |